# Calliergis vandarbana
Calliergis vandarbana là một loài bướm đêm trong họ Noctuidae.